# Oullins-Pierre-Bénite
Oullins-Pierre-Bénite es una comuna francesa, situada en la Metrópoli de Lyon en la región de Auvernia-Ródano-Alpes. Pertenece a la aglomeración urbana de Lyon.

## Historia
La comuna nueva fue creada el 1 de enero de 2024, en aplicación de una resolución del prefecto de Ródano del 14 de diciembre de 2023 con la unión de las comunas de Oullins y Pierre-Bénite, pasando a estar el ayuntamiento en la antigua comuna de Oullins.